# Hyphydrus variolosus
Hyphydrus variolosus är en skalbaggsart som beskrevs av Régimbart 1906. Hyphydrus variolosus ingår i släktet Hyphydrus och familjen dykare. Inga underarter finns listade i Catalogue of Life.